# Llista d'alcaldes de Perpinyà

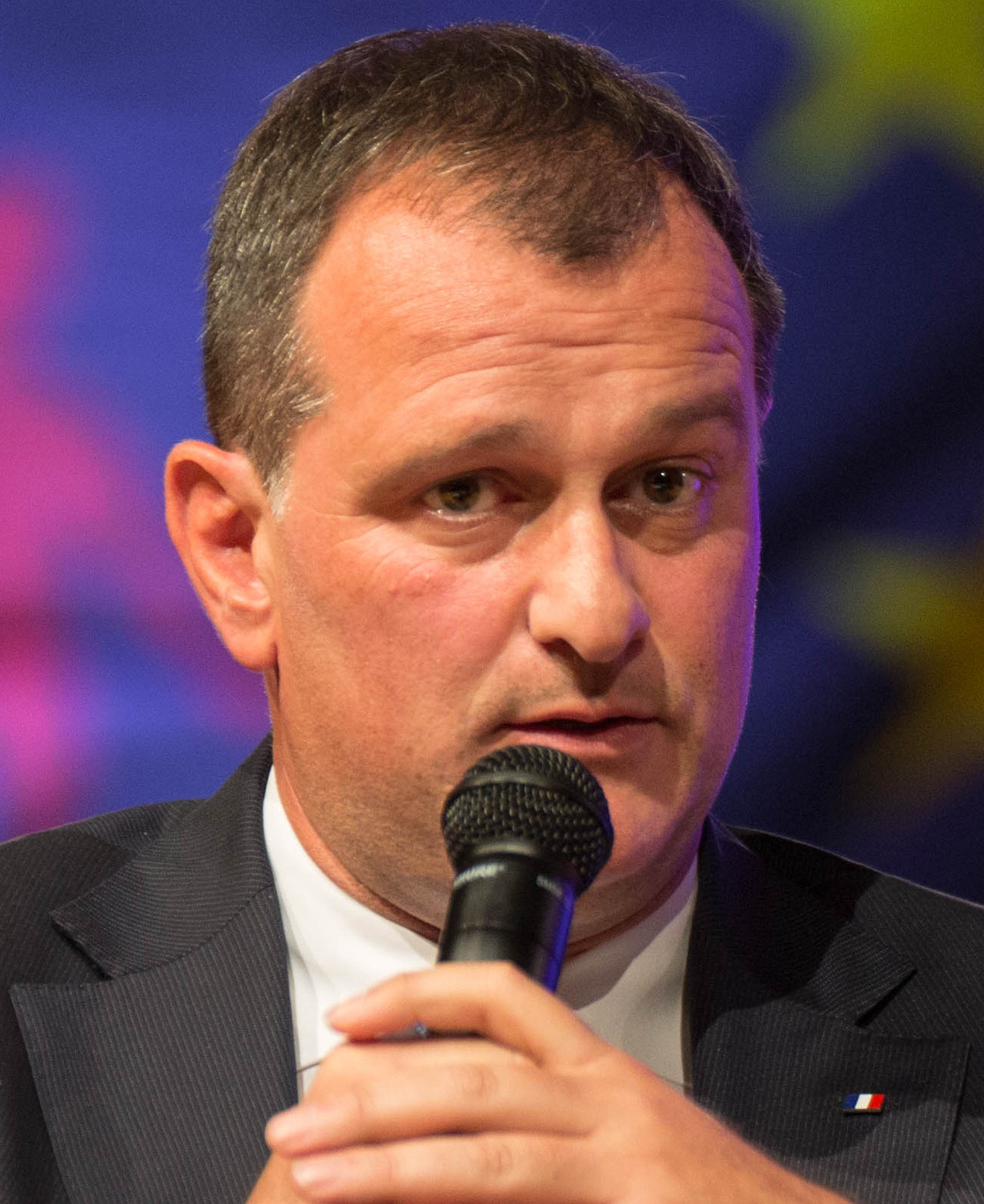
Louis Aliot des del 3 de juliol del 2020.

Llista d'alcaldes de Perpinyà des de 1790

## Monarquia Constitucional1789-1792
- Marquès d'Aguilar 19 de febrer de 1790 - 4 de desembre de 1790
- Josep Antoni Guiter 2 de gener de 1791 - 16 de setembre de 1792

## Primera República Francesa1792-1804
- Francesc Xavier de Llucià 16 de setembre de 1792 - 3 de desembre de 1792
- Bonaventura Vaquer 3 de desembre de 1792- 27 d'octubre de 1793
- Valeri Parizot 27 d'octubre de 1793 - 25 de gener de 1794
- Pons – Cantagrill 25 de gener de 1794- 7 de juliol de 1795
- Francesc Roger 7 de juliol de 1795- 21 d'octubre de 1795
- Joan Baptista Duchalmeau 21 d'octubre de 1795 - 10 de desembre de 1804

## Primer Imperi Francès1804-1814
- Francesc Josep, baró de Palmerola 10 de desembre de 1804 - 29 de setembre de 1806
- Joan Amanrich 29 de setembre de 1806- 4 de maig de 1807
- Francesc Josep, baró de Palmerola 4 de maig de 1807- 8 de maig de 1809
- Joan Amanrich 8 de maig de 1809- 6 de setembre de 1809
- Bernard Arnaud 6 de setembre de 1809 - 10 de juliol de 1813
- Joan Delhom-Ripoll 27 de maig de 1813 - 4 d'agost de 1815

## Restauració1814-1830
- Joan Meric 4 d'agost de 1815 - 28 de desembre de 1819
- Josep Despres 28 de desembre de 1819 - 28 d'agost de 1827
- Andreu Grosset 28 d'agost de 1827 - 31 d'agost de 1830

## Monarquia de Juliol1830-1848
- Eugeni Boudon Lacombe 31 d'agost de 1830- 7 de març de 1831
- Justin Durand 8 de març de 1831 - 16 de novembre de 1831
- Alexis Sèbe 16 de novembre de 1831- 3 de juliol de 1835
- Llorenç Astruc 3 de juliol de 1835 - 25 d'agost de 1837
- Agustí Pons 25 d'agost de 1837 - 20 de febrer de 1841
- Raymond Guiraud de Saint-Marsal 20 de juny de 1841 - 4 de setembre de 1846
- Andreu Ribeill 4 de setembre de 1846 - 6 de març de 1848

## Segona República Francesa1848-1852
- Hippolyte Picas 6 de març de 1848- 2 de maig de 1848
- August Lloubes 22 d'agost de 1848 - 4 d'agost de 1852

## Segon Imperi Francès1852-1870

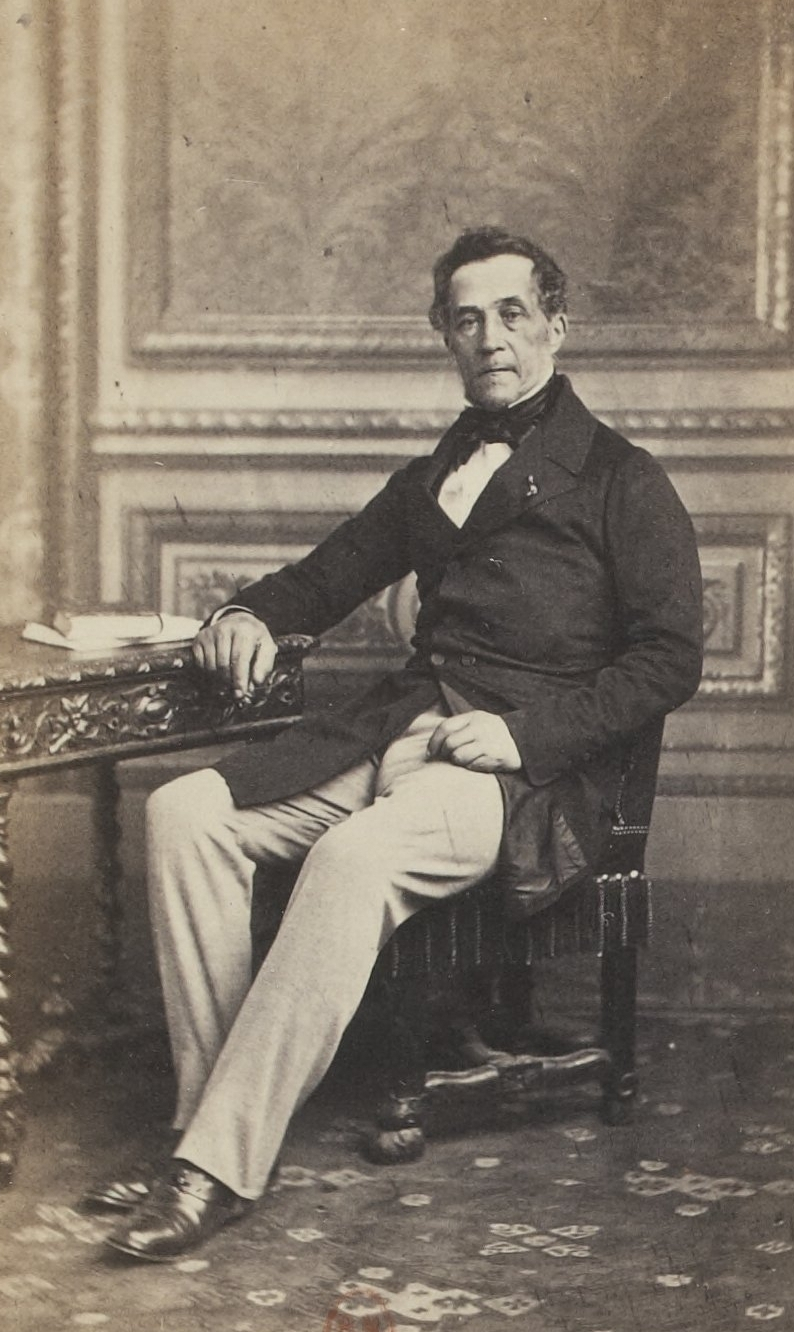
Justin Durand

- Josep Aragon 4 d'agost de 1852 - 26 de juny de 1855
- Eugène Jouy d'Arnaud 26 de juny de 1855 - 26 de febrer de 1862 (o Etienne ?)
- Justin Durand 26 de febrer de 1862 - 6 d'agost de 1863
- Francesc Passama 6 d'agost de 1863 - 7 de novembre de 1868
- Josep Tournal 7 de novembre de 1868 - 11 de setembre de 1870

## Tercera República Francesa1870-1940

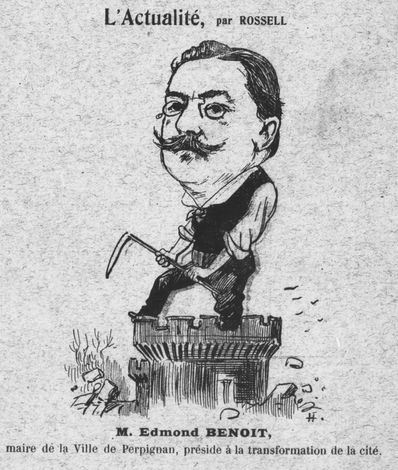
Edmond Benoit (1910)

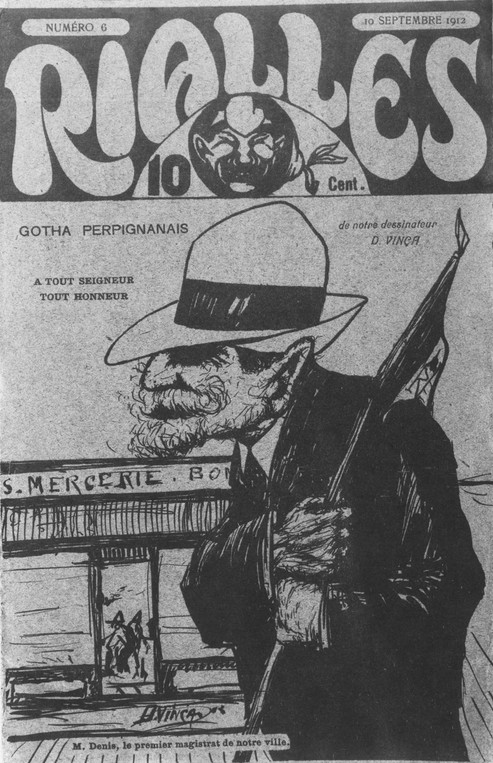
Joseph Denis (1912)

- Llàtzer Escarguel 11 de setembre de 1870 - 30 de gener de 1874
- Josep Tournal 30 de gener de 1874 - 7 de juliol de 1876
- Paulí Testory 7 de juliol de 1876 - 16 de gener de 1881
- Jean Mercadier 16 de gener de 1881- 29 de desembre de 1882
- Alfons Simon 29 de desembre de 1882- 20 de maig de 1888
- César Drogart 20 de maig de 1888 - 9 de juliol de 1888
- Tomàs Amadis 19 d'agost de 1888 - 17 de gener de 1890
- Élie Delcros 16 de febrer de 1890 - 15 de maig de 1892
- Josep Galté 15 de maig de 1892 - 10 de març de 1894
- Eugeni Bardou 28 d'abril de 1894 - 17 de maig de 1896
- Lluís Caulas 17 de maig de 1896 - 1 de maig de 1904
- Eugeni Sauvy 1 de maig de 1904 - 13 de maig de 1907
- Eduard Tarrene 25 d'octubre de 1907 - 25 de juliol de 1910
- Edmond Benoit 25 de juliol de 1910 - 17 de maig de 1911
- Léon Nérel 17 de maig de 1911 - 19 de maig de 1912
- Josep Denis 19 de maig de 1912- 19 de maig de 1929
- Víctor Dalbiez 19 de maig de 1929- 19 de maig de 1935
- Joan Payra 19 de maig de 1935- 29 de maig de 1937
- Llorenç Baudru 30 de juny de 1937 - 1 de desembre de 1940

## Govern de Vichy1940-1944
- Antoni Castillon 1 de desembre de 1940 - 4 de març de 1941
- Ferdinand Coudray 4 de març de 1941 - 19 d'agost de 1944

## Quarta República Francesa1946-1958
- Fèlix Mercader 19 d'agost de 1944 - 11 de març de 1949
- Fèlix Depardon 15 d'abril de 1949 - 20 de març de 1959

## Cinquena República Francesa (des de1958)
- Pau Alduy 20 de març de 1959 - 31 de març de 1993
- Joan Pau Alduy 16 de juny de 1993 - 15 d'octubre del 2009
- Jean-Marc Pujol 22 d'octubre del 2009 - 3 de juliol del 2020
- Louis Aliot 3 de juliol del 2020 -